# Eduard Scherrer
Eduard Scherrer (ur. 15 kwietnia 1890 w Leysin, zm. 4 lipca 1972) – szwajcarski bobsleista rywalizujący w pierwszej połowie lat dwudziestych. Zdobył złoty medal w czwórkach na zimowych igrzyskach olimpijskich w Chamonix.